# Kenny Payne
Pour les articles homonymes, voir Payne.
Kenneth Victor Payne, né le 25 novembre 1966 à Laurel au Mississippi, est un joueur puis entraîneur américain de basket-ball. Comme joueur, il évolue au poste d'ailier.

## Carrière
En mars 2022, Payne quitte les Knicks de New York où il est entraîneur adjoint pour devenir entraîneur des Cardinals de Louisville.